# サン・ダミアーノ・ダスティ
サン・ダミアーノ・ダスティ（伊: San Damiano d'Asti）は、イタリア共和国ピエモンテ州アスティ県にある、人口約8,100人の基礎自治体（コムーネ）。

## 地理

### 位置・広がり
| 隣接するコムーネは以下の通り。括弧内のCNはクーネオ県所属を示す。 - アンティニャーノ - アスティ - カナーレ (CN) - カンタラーナ - チェッレ・エノモンド - チステルナ・ダスティ - フェッレーレ - ゴヴォーネ (CN) - プリオッカ (CN) - サン・マルティーノ・アルフィエーリ - ティリオーレ |

#### 地震分類
イタリアの地震リスク階級 (it) では、4 に分類される
。

## 行政

### 分離集落
サン・ダミアーノ・ダスティには、以下の分離集落（フラツィオーネ）がある。
- Gorzano, Lavezzole, San Giulio, San Pietro, Martinetta, Ripalda, San Giacomo, San Grato, San Luigi, Serra di Costa, Stizza, Torrazzo, Valdoisa, Valmolina, Vascagliana, Verzeglio

## 姉妹都市
- Kriens、スイス